# Filip Valenčič
Filip Valenčič (Lubiana, 7 gennaio 1992) è un calciatore sloveno, attaccante del Jaro.

## Carriera
Cresciuto calcisticamente nell'Interblock Lubiana, con la quale ha anche esordito in prima squadra, nel 2011 si trasferisce all'Olimpia Lubiana, prima di trasferirsi, nel gennaio 2015, al Monza, militante in Lega Pro. Con la compagine brianzola scende in campo sei volte in campionato, mettendo a segno un gol nell'incontro perso per 3-2 contro la Pro Patria.
Nell'estate del 2015, rimasto svincolato dopo il fallimento del Monza, si accasa al Notts County, formazione militante nella terza serie inglese. Dopo una sola stagione in Inghilterra, trovando poco spazio in rosa, si accasa al PS Kemi Kings, formazione della massima serie finlandese.
Nel luglio 2017 ha lasciato il PS Kemi Kings per trasferirsi all'HJK.
Il 10 agosto 2018 ha firmato un contratto con la formazione norvegese dello Stabæk, militante nella Eliteserien, massima serie norvegese.
L'11 febbraio 2019 è tornato in Finlandia, all'Inter Turku, con la formula del prestito.
Il 31 agosto 2020 ha rescisso il contratto che lo legava allo Stabæk.

## Palmarès

### Club

#### Competizioni nazionali
- Campionato finlandese: 2

HJK: 2017, 2021
- Coppa di Finlandia: 1

KuPS: 2022

### Individuale
- Capocannoniere del campionato finlandese: 1

2019 (16 reti)